# Multimodus longirameus
Multimodus longirameus is een fossiele soort schietmot uit de familie Vitimotauliidae.